# Leipäjuusto
A leipäjuusto (lefordítva: ’kenyérsajt’) hagyományosan tehenek előtejéből készülő friss, finn sajtfajta. Az Amerikai Egyesült Államokban Finnish squeaky cheese néven ismerik. Rénszarvas, vagy kecsketej is képezheti alapját. A kereskedelemben kapható termékek közül szinte mindegyik kizárólag tehéntejből készül, melyek emiatt némileg fakóbbak és kevésbé érezni a zamatjukat. A leipäjuusto sajt Dél-Ostrobothnia tartományból származik, az ország nyugati részéből, de nagy hagyományokkal bír Kainuu és Észak-Finnország területén is.

## Készítése
A tehén előtejéből először túrót készítenek, majd ezt egy kerek alakú edénybe teszik. Ezt követően megsütik, grillezik, vagy flambírozzák mindaddig, amíg a külsején meg nem jelenik a jellegzetes barnás-feketés kéregszerű bevonat. Ostrobothnia és Kainuu vidékén juustoleipä néven ismerik, magyarul: sajtkenyér. Az elterjedtebb elnevezése azonban a leipäjuusto. Más területeken narskujuusto néven ismerik, mivel a frissen elkészített sajt ropog az ember fogai közt. 
A hagyományoknak megfelelően a leipäjuusto sajtot elkészítést követően évekig is tárolták, érlelték, szárították. A keményre száradt sajtot ezt követően étkezés előtt megmelegítették, ami visszaadta a könnyebben megrágható textúrúját. Elsődlegesen étvágygerjesztő aperitifként szolgált. A napjainkban a boltokban kapható sajtokat csak néhány napig szárítják jól szellőző helyeken.

## Felszolgálási módjai
Hagyományosan egy csésze kávé mellé szoktak tenni egy szelet leipäjuusto sajtot. 
Ezen kívül létezik olyan felszolgálási módja, amelynél a kávéscsésze aljára tesznek egy szelet sajtot, majd arra öntik a forró kávét.
Esetenként a kávéba is reszelhetik. 
Gyémánt alakúra vágott 5-7 cm hosszú szeletét helyenként törpemálna dzsemmel kenik meg, vagy friss törpemálna szemeket helyeznek ki mellé. 
Szeleteit tányérra helyezve rákanalaznak némi joghurtot, vagy kefírt, ezt cukorral, vagy fahéjjal megszórják, majd néhány percig sütőben melegítik. Ehhez törpemálna dzsemet szoktak felszolgálni.
A modernkori finn konyhában gyakran felkockázzák és ezzel a sajtféleséggel helyettesítik a Feta sajtot. 

## Fordítás
Ez a szócikk részben vagy egészben  a   Leipäjuusto című angol Wikipédia-szócikk ezen változatának fordításán alapul.  Az eredeti cikk szerkesztőit annak laptörténete sorolja fel. Ez a jelzés csupán a megfogalmazás eredetét és a szerzői jogokat jelzi, nem szolgál a cikkben szereplő információk forrásmegjelöléseként.